# Fabian I. von Zehmen
Fabian I. von Zehmen (auch Cema, Czema, Czemen oder de Cemin) (* um 1500; † 1580), war Woiwode von Pommerellen und Marienburg, Kastellan von Danzig, polnischer Beamter, Kgl. Botschafter, Deputierter auf verschiedenen Reichstagen sowie Verfechter des deutschen Heimatrechts in Preußen Königlichen Anteils unter der polnischen Krone und deutscher Reichsfreiherr.

## Leben und Wirken

Grabplatte Fabian v. Zehmen, 1580 in Pr. Stargard

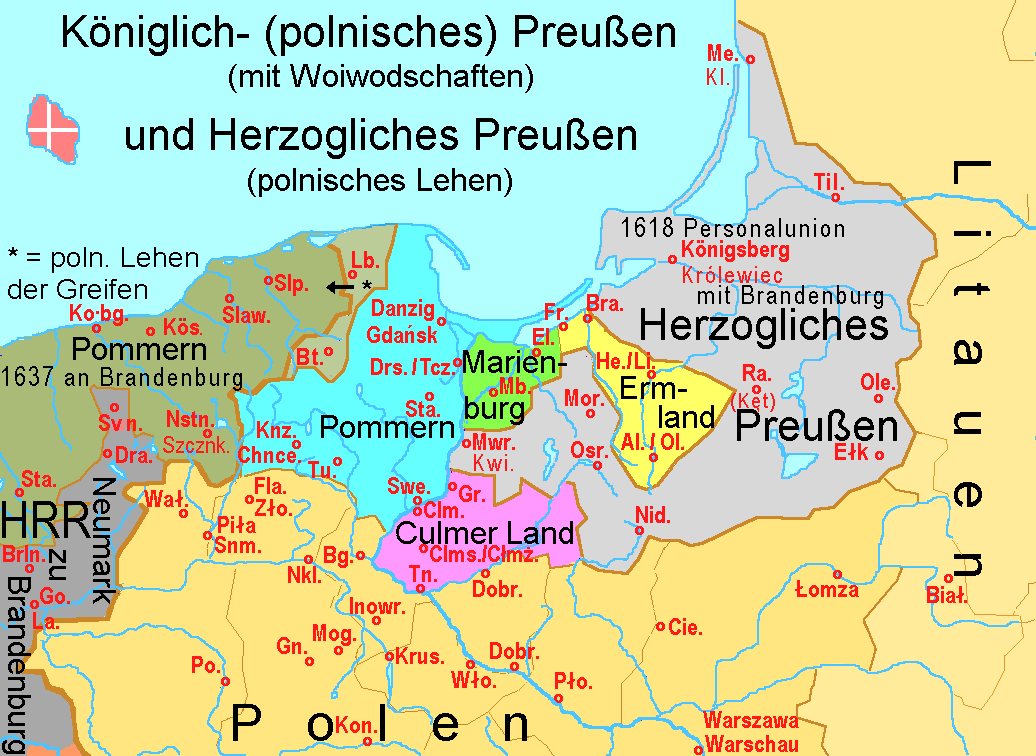
Hellgrau: Herzoglich Preußen
Farbig: Königlich-Preußen mit seinen Wojewodschaften in Personalunion mit dem Königreich Polen und Litauen

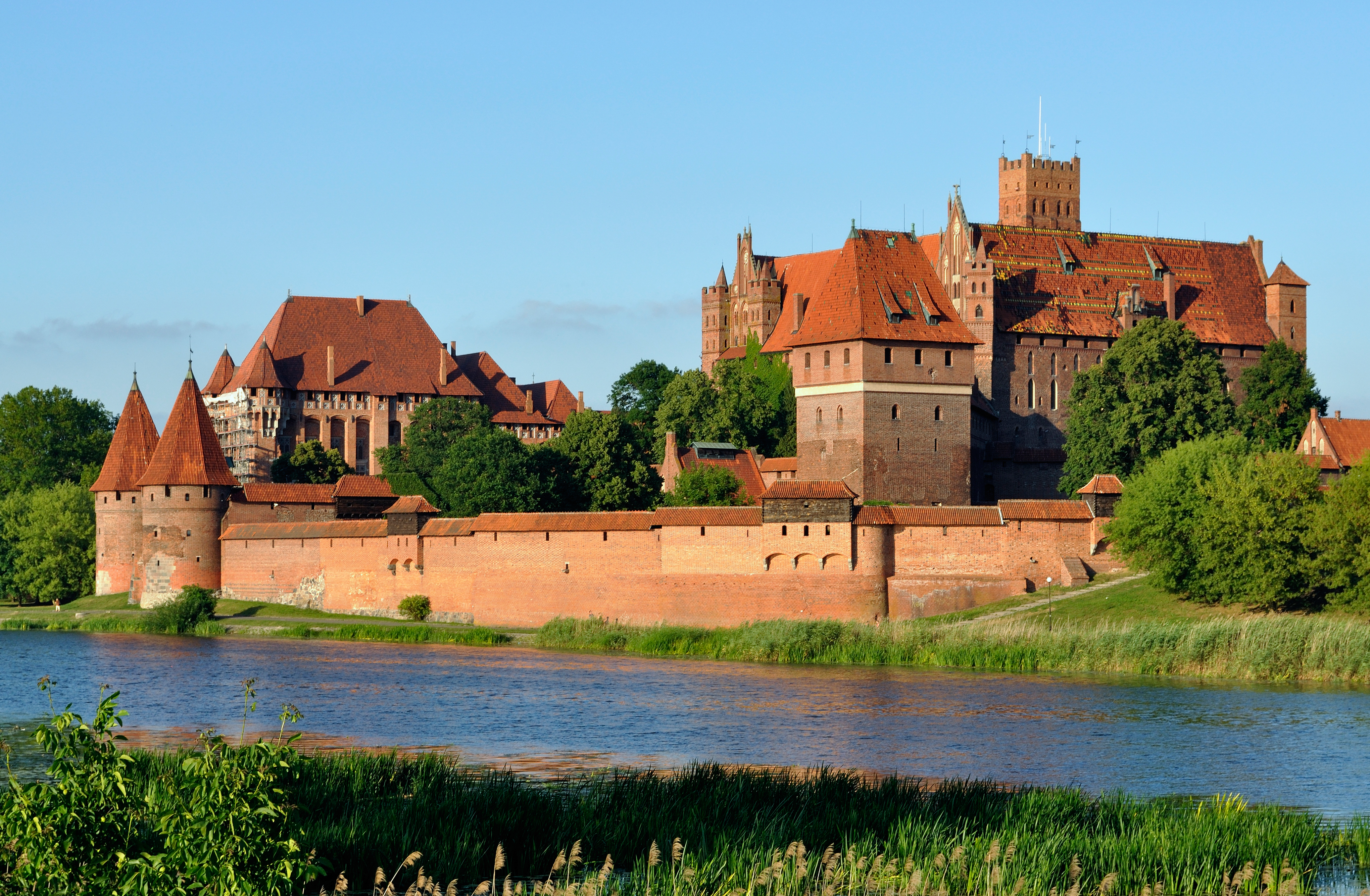
Die Marienburg

Fabian I. von Zehmen studierte in Krakau und 1524 an der Brandenburgischen Universität Frankfurt. Nach weiterer Ausbildung trat er in den Kgl. Dienst und wurde Starost auf  Stargard. Wie sein Bruder wurde er oft als Kgl. Botschafter an den Preuß. Landtag gesandt. Danach war er bis 1568 in Tuchel und Graudenz. Bereits 1531 hatte er die Würde des Unterkämmerers in Pommerellen erlangt. Die Besetzung dieser Posten ist insofern von Bedeutung, da das Herzogtum Preußen seine Ämter an Einheimische vergeben wollte, das Polnische Königreich hingegen an Polen. Auch zu Gesandtschaften außer Landes wurde er eingesetzt, z. B. als Vertreter des Königs bei der Hochzeit des Herzogs Georg II. von Liegnitz. Ab und zu konnte er Herzog Albrecht von Brandenburg-Ansbach mit Krediten aushelfen und erhielt 1539 das Dorf Geißeln in Amt  Preuschmark mit Magdeburger Recht und der großen und kleinen Gerichtsbarkeit. 1543 wurde er zusammen mit seinem Bruder zu den Krakauer Hochzeitsfestlichkeiten geladen, reiste 1547 zum König um die Landesbeschwerden vorzutragen, wohnte mit Achatius von Zehmen 1548 dem Reichstag in Petrikau bei. In der Zwischenzeit bekleidete er 1546 die Stellung des Unterkämmerers von Marienburg, 1548 von Culm und setzte sich 1550 bei der Belehnung des Preußischen Herzogs für die preußischen Landesfreiheiten beim König ein. 1552 wurde er Kastellan von Danzig und 1556 Woiwode von Pommerellen. Im Winter 1562 kommandierte er das Kgl. Hoflager in Wilna. In Glaubens- und Staatssachen handelte er stets Hand in Hand mit seinem Bruder und war oft mit ihm in einem Sinn. Auf dem Marienburger Landtag am 10. Oktober 1566 wurde er als Nachfolger von seinem Bruder Achatius als Woiwode von Marienburg vereidigt. Den Reichstag von Lublin 1566 besuchte er zusammen mit seinem Neffen Fabian II. Dort bat Fabian I. von Zehmen, zusammen mit dem Kulmischen Woiwoden in öffentlicher Sitzung, um Entbindung vom Amte bzw. um Rücktritt, da sie es nicht mit ihrem Gewissen vereinbaren konnten das die freiheitlichen preußischen Landesrechte verkürzt werden sollten. Man wollte nämlich polnischerseits Preußen, das doch vertragsmäßig nur in Personalunion mit dem König stand, zum Besuch der Reichstage verpflichten und es hierin den gewöhnlichen polnischen Landesteilen gleichstellen. Sie blieben im Amte, aber auch die polnischen Bestrebungen blieben eine Konstante, trotz Proteste von Fabian und Anderen. Nach dem Tod von König Sigismund II. August im Jahr 1572 setzte er sich 1573 bei der Königswahl für den Österreichischen Erzherzog ein. Gewählt wurde zwar Heinrich von Anjou, aber beim Deutschen Kaiser standen die Zehmens im hohen Ansehen. 1576 wurde Fabian I. von Zehmen nebst den Söhnen von Achatius der deutsche Reichsfreiherrenstand verliehen.

## Familie
Seine Geschwister waren Achatius von Zehmen (Woiwode von Marienburg), Martin (1531 Administrator von Culm), Stanislaus (1524 Kgl. Poln. Sekretär), Georg (1526 Offizial von Danzig) und Dorothea (vermählt mit Christoph von Rembow). Fabian v.Z. stammt aus dem meißnisch-sächsischen Geschlecht der von Zehmen mit dem gleichnamigen Stammhaus Zehmen bei Leipzig. Seine Eltern waren Nikolaus von Zehmen vom Rittergut Muckern in Sachsen und Dorothea von Baysen, Witwe des Hans von Rabe auf Schettnienen und Lichtenfelde. Nikolaus v.Z. kam mit dem Deutschen Orden nach Preußen und wurde 1492 Burggraf von Stuhm und Christburg.